# Alexandre Guyader
Alexandre Guyader (La Rochelle, 1 de marzo de 1981) es un deportista francés que compitió en vela en las clases Mistral y Tornado. Estuvo casado con la regatista española Marina Alabau.
Ganó una medalla de bronce en el Campeonato Mundial de Tornado de 2008 y una medalla de plata en el Campeonato Europeo de Tornado de 2008. Anteriormente había obtenido tres medallas de oro en el Campeonato Europeo de Mistral entre los años 1999 y 2002.

## Palmarés internacional
| Campeonato Europeo | Campeonato Europeo        | Campeonato Europeo | Campeonato Europeo |
| Año                | Lugar                     | Medalla            | Clase              |
| ------------------ | ------------------------- | ------------------ | ------------------ |
| 1999               | Puck (Polonia)            | Medalla de oro     | Mistral            |
| 2000               | Cádiz (España)            | Medalla de oro     | Mistral            |
| 2002               | Neusiedl am See (Austria) | Medalla de oro     | Mistral            |

| Campeonato Mundial | Campeonato Mundial       | Campeonato Mundial | Campeonato Mundial |
| Año                | Lugar                    | Medalla            | Clase              |
| ------------------ | ------------------------ | ------------------ | ------------------ |
| 2008               | Auckland (Nueva Zelanda) | Medalla de bronce  | Tornado            |
| Campeonato Europeo |                          |                    |                    |
| Año                | Lugar                    | Medalla            | Clase              |
| 2008               | Salónica (Grecia)        | Medalla de plata   | Tornado            |